# دی‌متیل‌دی‌اتوکسی‌سیلان
دی‌متیل‌دی‌اتوکسی‌سیلان (به انگلیسی: Dimethyldiethoxysilane) یک ترکیب شیمیایی با شناسه پاب‌کم ۶۲۳۲۲ است. شکل ظاهری این ترکیب، مایع بی‌رنگ است.